# Julez Liberty

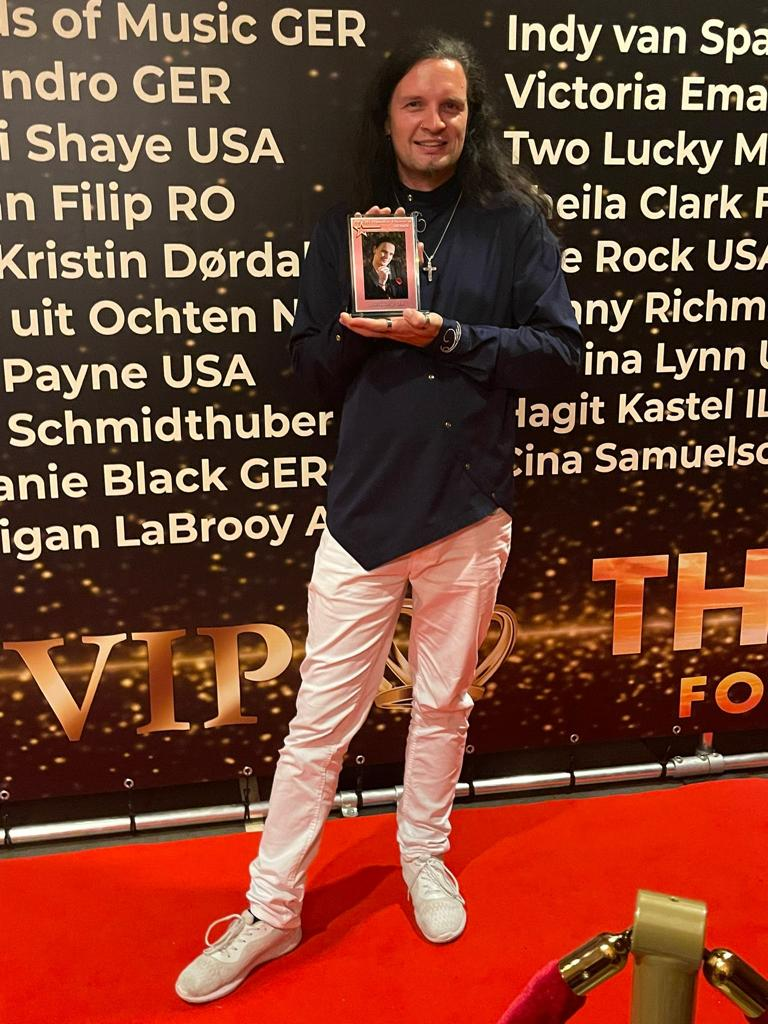
Julez Liberty beim red carpet award 2023

Julez Liberty (* 15. Oktober 1989 in Geislingen an der Steige als Julian Volkmann) ist ein deutscher Sänger, Textdichter und Komponist.

## Leben
Julez Liberty wuchs im Alb-Donau-Kreis auf und besuchte die Realschule in Dornstadt. Er hat einen älteren Bruder. Während seiner Schulzeit war er aktiver Sportschütze. Nach seinem Schulabschluss erlernte er einen kaufmännischen Beruf.
Schon früh engagierte sich Julez politisch, er ist Mitglied bei Bündnis 90/Die Grünen und gehörte von 2017 bis 2018 dem Vorstand der Grünen im Alb-Donau-Kreis an.

## Musikalische Karriere
2009 gründete Julez gemeinsam mit Freunden die Band Seven Nails. Das Debüt-Album „Factory of Dreams“ erschien 2011. Nach ersten Achtungserfolgen trennte sich die Band 2015. Von 2012 bis 2020 war er Frontmann und Songwriter bei der Band „Frame“. Nach persönlichen Differenzen verließ Liberty die Band 2020. Seit 2019 ist Julez Sänger bei der Partyband Big Bam Boo.
2017 gewann er den Gesangswettbewerb Euroke Germany. Im Europafinale des Wettbewerbs erreichte er Platz 10. Im Jahr 2018 begann die Zusammenarbeit mit dem Produzenten Manuel Fritz. Die erste Single, „Madame Amore“, erschien im September 2018.
Ebenfalls 2018 vertrat Julez Deutschland beim internationalen Gesangswettbewerb „I Sing World“ und qualifizierte sich mit seinem Gesangspartner Stephen Volkers

für das Finale in Paris, wo sie Platz 4 erreichten.
2019 kam Liberty mit seinem Lied „Auf die Freundschaft“ in das Finale des Gesangswettbewerbs „Stauferkrone“ in Donzdorf. Von über 100 eingesendeten Titeln wurden 16 Beiträge durch eine Jury ins Finale gewählt.
Im Oktober 2019 erschien die Single „Kein Erbarmen“.
2020 wurde das Lied „Tränen im Wind“ veröffentlicht. Sein Debüt-Album „Tausend Mal“ wurde im Januar 2021 veröffentlicht.

2022 Wurde Julez mit dem Fachmedienpreis des Showtreff International ausgezeichnet.
Im April 2023 nahm Julez am Schlagernewcomer Award im Krümels Stadl auf Mallorca teil. Das Publikum votete ihn auf den dritten Platz.
Bei den Red Carpet Awards, die vom 18. bis 19. August 2023 in den Niederlanden stattfanden, erhielt Julez den FPCM Award verliehen.
| Songtitel                              | Jahr |
| -------------------------------------- | ---- |
| Madame Amore                           | 2018 |
| Auf die Freundschaft                   | 2019 |
| Kein Erbarmen                          | 2019 |
| Tränen im Wind                         | 2020 |
| Tausend Mal                            | 2021 |
| Alles wieder gut                       | 2021 |
| Spuren im Sand                         | 2021 |
| Soweit das Auge reicht                 | 2021 |
| Geraldine                              | 2022 |
| Auf die Freundschaft (Hitarena Hitmix) | 2023 |
| So schmeckt der Sommer                 | 2023 |

## Belege
1. ↑  Big Bam Boo Homepage
2. ↑   Bericht der Augsburger Allgemeinen über den Sieg bei Euroke Germany 2017
3. ↑  Ulm News Bericht zur Stauferkrone 2019
4. ↑  Schlagerstar Magazin zur Single Tränen im Wind (Seite nicht mehr abrufbar, festgestellt im März 2022. Suche in Webarchiven)  Info: Der Link wurde automatisch als defekt markiert. Bitte prüfe den Link gemäß Anleitung und entferne dann diesen Hinweis.
5. ↑  Bericht zum Debüt-Album Tausend Mal von Gabi´s Schlager Club

| Personendaten    | Personendaten                               |
| ---------------- | ------------------------------------------- |
| NAME             | Liberty, Julez                              |
| ALTERNATIVNAMEN  | Volkmann, Julian                            |
| KURZBESCHREIBUNG | deutscher Sänger, Textdichter und Komponist |
| GEBURTSDATUM     | 15. Oktober 1989                            |
| GEBURTSORT       | Geislingen an der Steige                    |